# Býčí schodiště
Býčí schodiště spojuje III. nádvoří Pražského hradu se zahradou Na Valech. Navrhl jej hradní architekt Josip Plečnik v roce 1927 a postaveno bylo v letech 1929–1931.

## Popis
Vstup na schodiště z III. nádvoří je rámován čtyřmi hranolovými sloupy s parapety z lipovského mramoru. Na sloupech jsou bronzoví býci, kteří nesou válcové trámy se zlacenou reliéfní výzdobou, přes které je přehozen bronzový koberec. Užití koberce souvisí s teorií G. Sempera o textilních kořenech architektury.
Středomořský mytický motiv býků dal schodišti jméno.
První část schodiště je jednoramenná a prochází románskou Soběslavovou hradbou v místech o něco západněji, než byla tehdejší hlavní jižní brána do hradu. Stěny a valená klenba v horní části jsou z režného cihlového zdiva se zvýrazněnými světlými spárami.
Za románskou hradbou se schodiště mění na dvouramenné. Podesty směrem do zahrady vyčnívají z fasády v podobě vyhlídkových balkonů s železným mřížovým zábradlím. Obvodové zdi schodiště jsou obloženy hlazenou kopaninskou opukou, na podestách jsou v ose střední zdi po vzoru Knósského schodiště sloupy z broušeného černého prachatického dioritu. Schody a trámy jsou z šedé mrákotínské žuly.

## Zajímavost

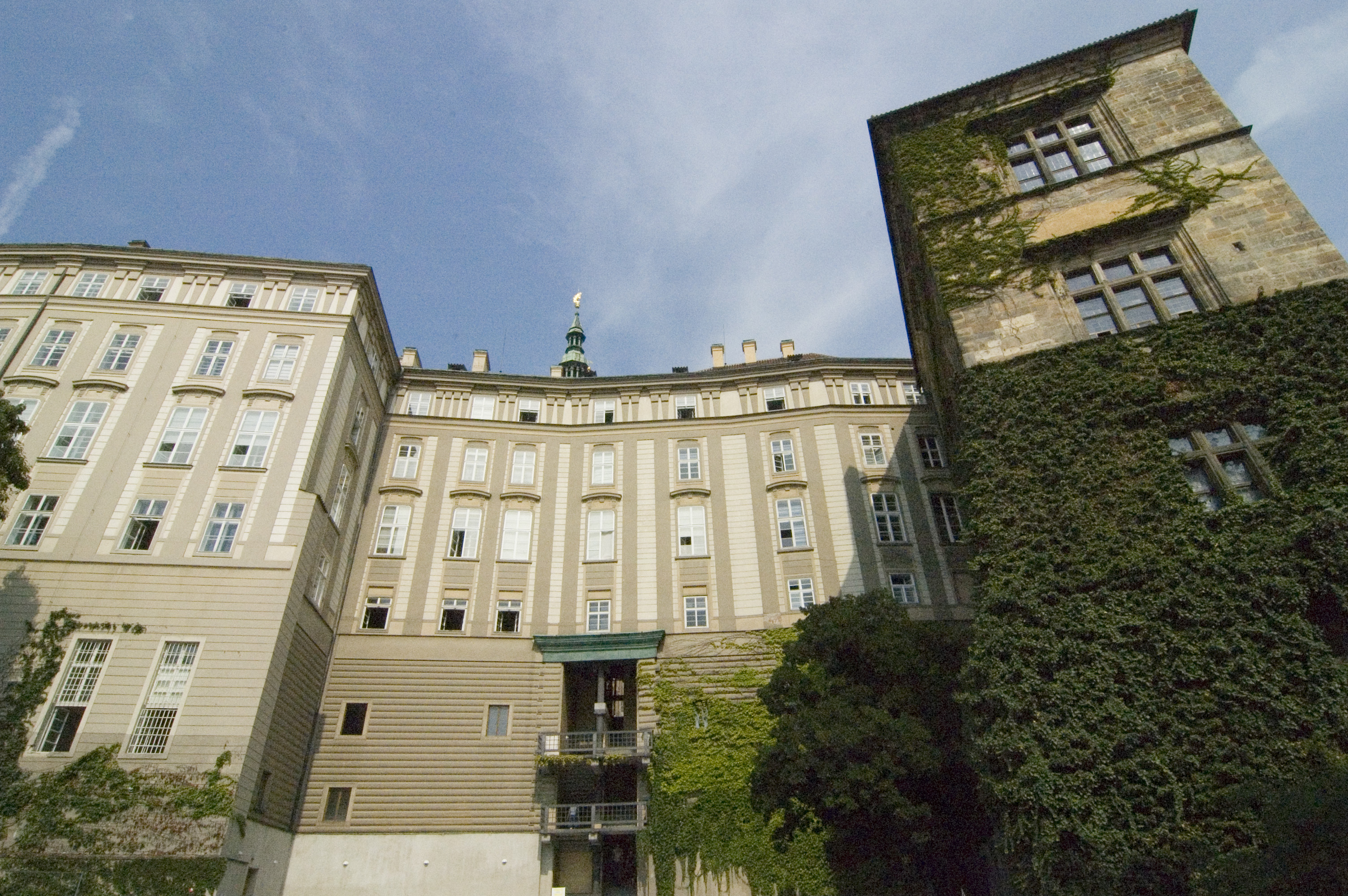
Pohled ze zahrady Na Valech, část jižní strany Hradu s Býčím schodištěm

Většina tehdejších umělců sahala po kamenech z ověřených evropských dolů se staletou tradicí a kvalitní produkcí. Plečnik si velice dobře uvědomoval, jak důležitou pozici zaujímá Pražský hrad ve sféře národního cítění, a proto, ač cizinec, snažil se využívat materiály výhradně z českých zdrojů. Díky tomu také došlo k velké propagaci místních kamenolomů a k oživení odvětví těžby kamene v tehdejší ČSR. Vedle druhů, které patřily v našem prostředí mezi běžně využívané, jako mrákotínská žula použitá na schody a trámy, se nebál sáhnout i po zcela netradičních typech. Nazlátlou opuku, která byla do té doby využívána jen jako stavební materiál, poprvé použil na obklad stěn a uplatnil tak její estetické vlastnosti. Velice exoticky působí černé sloupy z broušeného prachatického dioritu, známého předtím jen v jižních Čechách. Výrazná kresba mramoru použitého na soklu baldachýnu na III. nádvoří účinně nahrazuje dekoraci ornamentem. Býčí schodiště spolu s dlážděním I. a III. nádvoří se stalo poctou českým nerostům a jejich zpracování.